# Теорії поступу
Теорії поступу — стадіальні конструкції історії, котрі тією чи іншою мірою спираються на ідею прогресу (лат. progressus — рух уперед) як вихідну основу концептуалізації минувшини, яка часто поширюється на пояснення сучасності та передбачення майбуття. У широкому сенсі такі теорії асоціюються з «образом драбини» та висхідним рухом по ній, кожну зі «сходинок» пов'язують із «вищою» чи «нижчою» стадією розвитку суспільства. Початки стадіальних конструкцій історії сягають доби античності. Приміром, ще в 3 ст. до н. е. учень Арістотеля філософ Дікеарх із Мессени запропонував поділ історії на періоди: «мисливства», «скотарства» та «землеробства», а давньоримський поет Тіт Лукрецій Кар у 1 ст. до н. е. розрізняв «кам'яну», «мідну» й «залізну» добу. Втім, перші стадіальні теорії, які постулюють ідею поступу, з'явилися лише в межах раціонально-просвітницького мислення 18 ст., котре сполучило зацікавлення спадщиною класичної давнини з модерними пошуками рушійних сил та закономірностей суспільного розвитку, що здебільшого розгорталися навколо способів осягнення Ratio і природного Права в історії, себто розвитку людського розуму й свідомості. Зазвичай родоначальниками перших теорій поступу вважають французьки інтелектуалів-просвітників, зокрема міністра фінансів за часів короля Людовіка XVI Бурбона А.-Р.Тюрго та його послідовника, секретаря Французької АН Ж.-А.Кондорсе. Перший висунув теорію 3-х стадій культурного поступу людства (релігійну, спекулятивну та наукову) і, заразом, як прибічник фізіократів реанімував античну тріаду — мисливство—скотарство—землеробство, послуговуючись якою, пояснював кардинальні трансформації матеріального буття як визначального чинника поступу. Конструкцію А.-Р.Тюрго наслідував і трансформував Ж.-А.Кондорсе, котрий обстоював власну візію поступу в історії як безупинного поліпшення людського розуму (знання, науки та просвітництва). Ж.-А.Кондорсе поділяв людську історію на 9 стадій: 1) племінну; 2) скотарську; 3) землеробську до винаходу письменства; 4) поступу розуму в Греції до часів поділу наук у вік Александра Македонського; 5) поступу наук від їхнього поділу до занепаду; 6) від занепаду просвітництва до його піднесення за доби хрестових походів; 7) поступу наук у період їхнього відродження на Заході до появи книгодрукування; 8) від винайдення книгодрукування до часу, коли наука скинула гніт авторитету; 9) від Р.Декарта до виникнення Французької республіки кінця 18 ст., а також обстоював тезу про прийдешню 10-ту стадію — добу майбутнього тріумфу людського розуму.

## Стадіальні конструкції
У 2-й половині 18 — на початку 19 ст. значної популярності набувала стара—нова тріада (мисливство—скотарство—землеробство) щодо періодизації історії на засадах вирізнення вищих/нижчих способів матеріального, точніше господарського, життя, яку доповнюють торговою (комерційною) стадією, а в 1-й половині 19 ст. ще однією стадією — промисловою. Такі чи подібні стадіальні конструкції представлені в працях К.-А.Гельвеція, Ф.Кене, В. де Мірабо, В.Робертсона, А.Сміта, Г.Хоума та інших інтелектуалів-просвітників 2-ї половини 18 — початку 19 ст. Водночас раціонально-просвітницька парадигма зумовила появу й іншого типу стадіальних теорій, зорієнтованих на осягнення розвитку суспільних інститутів, передусім власності. Приміром, з'явилася знаменита стадіальна тріада шотландського філософа А.Фергюссона, в якій минуле представлене як рух від дикунства до просвітництва: стадія дикості (відсутність власності), стадія варварства (поява власності) та стадія цивілізації (законодавче оформлення власності), котра стала базовою моделлю для конструкцій багатьох мислителів 19 ст., зокрема Ф.Енгельса, К.Маркса, Л.-Г.Моргана та ін. Своєрідні теорії поступу, в яких культ розуму сполучається із провіденційними й ідеалістичними мотивами, репрезентовані в студіях ряду європейських інтелектуалів, зокрема швейцарського просвітника І.Ізеліна, німецьких філософів Й.-Г.Фіхте (5 епох всесвітньої історії та її рух від ступеня панування сліпих інстинктів до ступеня розумного мистецтва) і Г.-В.Геґеля (представлення історії як прогресу духу в усвідомленні свободи) та ін.

## Поширення позитивізму
Новий сплеск стадіально-лінійних теорій поступу пов'язаний із поширенням позитивізму у середині 19 ст., який привніс до дослідницьких та культурних практик надзвичайну віру в силу знання й людського інтелекту, начебто спроможного осягнути всі таємниці природи та суспільного розвитку. Відтак адепти позитивізму прагнули «передбачити» минуле, щоб пізніше «перенести» на прийдешність раціонально осмислені й «відкриті» закони щодо руху та буття «соціальної природи». На перехресті такої непорушної віри в людський розум і передбачення майбуття постала славнозвісна позитивістська ідея невпинного поступу, яку іноді тлумачать як секуляризований замінник ідеї «вічного Бога». Недаремно німецький історик Ф.Мейнеке розглядав ідею поступу як секуляризовану християнську есхатологію, котру перенесли зі сфери трансцендентності на ґрунт природного пояснення. Загалом віра в прогрес у 2-й половині 19 ст., прозваного «віком поступу», відображала специфічний дух агностицизму й атеїзму, котрий перетворився на своєрідний світський замінник сакральних почувань. За версію О.Конта, поступ тлумачився як безперервне поліпшення «людської природи» (майже в дусі Ж.-А.Кондорсе), в якому вбачалася головна мета історичного руху. Відтак вибудовується конструкція 3-х стадій інтелектуальної еволюції людства О.Конта: теологічна, метафізична та позитивна чи наукова. Зрештою, контівська візія спричинилася до побутування своєрідного позитивістського культу людства, який сполучив раціональну доцільність із гуманістичними й антропологічними ідеями. Причому цей світський культ, який І.Лисяк-Рудницький влучно назвав «ерзац-релігією в стилі позитивізму», мав не тільки відповідні обряди, святкування, а й навіть своїх праведників, названих «благодійниками людства», які нібито персоніфікували собою ідею прогресу, себто поступових досягнень. Приміром, новими «святими» стали Х.Колумб, М.Коперник, І.Ньютон та ін. знамениті вчені й винахідники. Еволюційна теорія англійського природознавця Ч.-Р.Дарвіна спричинилася до перенесення й актуалізації натуралістичної програми пізнання на терени соціогуманітаристики, передусім у вигляді позитивізму англійського філософа Г.Спенсера, котрого вважають одним із фундаторів соціал-органіцизму. Останній уподібнював суспільство до «соціального тіла», котре подібне за будовою та функціями до живого організму. З такої перспективи ідея поступу в історії тлумачилася й представлялася як органічна еволюція суспільства (див. еволюціонізм в історичній науці, органіцизм), тобто як змагання за існування різних спільнот, інститутів, традицій тощо. За уявленнями Г.Спенсера, еволюція відбувалася за рахунок диференціації суспільних інститутів й ускладнення соціальних зв'язків як переходу від гомогенної (простої) до гетерогенної (складної) стадії. Позитивістські ідеали були настільки впливовими в суспільній думці 2-ї половини 19 ст., що в деяких країнах перетворилися на домінуючі світоглядні й культурні орієнтири. Наприклад, президент Бразилії Б.Констан включив до програми суспільних шкіл вивчення «Енциклопедії позитивних наук», укладеної О.Контом. Більше того, відомий афоризм останнього «Ordem e Progresso» (португальською «Порядок і Поступ») винесли як девіз на держ. прапор Бразилії. Загалом позитивістські візії історії зорієнтовані на той чи інший суспільний ідеал, себто на досягнення якоїсь вищої стадії прогресивної еволюції, зазвичай у дусі оптимістичного фаталізму — «гармонічної», «індустріальної» тощо. Потужні індустріальні перетворення та масштабні соціальні трансформації середини 19 ст., які англійський історик Е.Гобсбаум влучно охрестив драмою поступу, немовби унаочнювали провідні позитивістські ідеї. Відтак промисловий поступ був своєрідним соціокультурним підґрунтям, на якому сформувався й розквітнув самобутній ореол позитивізму. Відтоді постають і ширяться культурні й інтелектуальні уявлення про поступ як якусь єдину «машину», «механізм», інколи «організм» у середовищі «соціальної природи» (Г.Спенсер), що лінійно й поступово рухається на обширах Кліо. У руслі, переважно, позитивістських візій постали відомі стадіальні конструкції німецьких економістів або дослідників економічної історії Б.Гільдербранда, Г.Шмоллера та ін. Наприклад, стадіальна теорія К.Бюхера, котра відображає висхідний і поступальний рух в економічній царині (домашнє господарство, міське господарство, народне господарство).

## Українська соціогуманітаристика
Втім, поширення ідеї поступу було досить нерівномірним. Зауважимо, що впродовж 1-ї половини 19 ст. поняття «поступ» побутувало на маргінесі російського культурного простору, зокрема на обширах підросійської України. Наприкінці 1850-х рр. цей термін навіть вилучили з діловодства, позаяк його застосовування спричинило гостре роздратування російського імператора Олександра II. Відтак цензор О.Никитенко відзначав у своєму щоденнику в записі від 31 травня 1858, що в періодичній пресі заборонили вживати саме слово «прогрес». Однак із позитивістською хвилею 1860-х рр. та суспільною атмосферою напередодні й після Великої реформи 1861, в якій точилися гострі дискусії щодо шляхів модернізації імперії Романових, ідея поступу та стадіальні теорії ввійшли і до української соціогуманітаристики. Наприкінці 19 ст. проблеми позитивістської інтерпретації поступу порушуються в студіях В.Антоновича, М.Драгоманова, І.Франка та ін. Приміром, самобутню візію запропонував М.Драгоманов, який уважав, що поступ в історії постає як складний і досить суперечливий та хиткий стан рівноваги між еволюцією й революцією, національністю і космополітизмом, особистістю та громадою, суспільством і націями, відмінними ідеалами й різними соціальними верствами, «аристократичними» та «демократичними» періодами минувшини тощо. Саме співвідношення між ними, за версією М.Драгоманова, і творить ідею поступу, найголовніший сенс якої вбачався в духовному переродженні Людини, зокрема в її перетворенні з істоти соціальної й етнографічної на Людину культурну та політичну. Крім того, ідея прогресу та стадіальних теорій історії висвітлювалася в лекційних курсах П.Ардашева, М.Бережкова, М.Владимирського-Буданова, І.Лучицького, О.Маркевича, М. Н. Петрова, В.Піскорського, Є.Щепкіна та багатьох інших істориків в університетах Києва, Харкова, Одеси, а також у Ніжинському історико-філологічному інституті князя Безбородька та інших навчальних закладах.

## Скептично-негативні настрої
Наприкінці 19 — на початку 20 ст. в європейській соціогуманітаристиці, з одного боку, з'явилися скептично-негативні настрої щодо різноманітних теорій поступу. Наприклад, здобув популярність відомий афоризм німецького філософа Ф.-В.Ніцше про поступ як забобон людства. З другого боку, відбулася істотна специфікація ціннісних означень, себто постулювання відмінних мірил вартості щодо прогресу в різних соціологічних та економічни теоріях. Наприклад, французький соціолог Е.Дюркгейм трактував поступ як зростання можливостей для індивідуальної свободи в межах «органічної солідарності». Натомість К.Маркс вбачав поступ у розвитку виробничих сил та їх можливостей для задоволення людських потреб, а німецький соціолог М.Вебер — у модернізації економічної, законодавчої, наукової та інших сфер життя. Зрештою, методологічна криза на зламі 19—20 ст. виявила не тільки надзвичайну жорсткість і нормативність, а й тотальну лінійність, одноманітність та суцільне спрощення й нівеляцію фактографічного матеріалу у стадіальних теоріях. Водночас давалися взнаки спекулятивність й обмеженість тодішніх моралізаторських та етноцентричних уявлень про поступ, складність представлення проміжних стадій між «простими» та «складними» суспільствами тощо. Отож на хвилі «подолання», точніше різноманітних ревізій, позитивізму поч. 20 ст. вчені-гуманітарії намагалися скоригувати/доповнити стадіальні конструкції (К.Брейзіг, В.Зомбарт, А.Шпітгоф та ін.) за рахунок включення до соціально-економічних засад представлення минувшини культурних, світоглядних, психологічних та інших концептів. Приміром, такою була стадіальна конструкція історичних епох німецького народу К.Лампрехта, в якій домінація економічного прогресу як рушія минувшини узгоджується з відповідними соціально-психологічними стадіями: символічною (докласове суспільство), типологічною (раннє середньовіччя), конвенціональною (пізнє середньовіччя), індивідуалістичною (епохи Ренесансу та Просвітництва), суб'єктивною (доба романтизму), соціально-психологічною (епоха промислової революції в Німеччині).
Травматичний досвід Першої світової війни, котрий остаточно поховав віру в «тривалу мирну еру» (Г.Спенсер) і, заразом, ознаменував перехід від «довгого 19 віку» до «короткого 20 століття», кардинально підважив ідею поступу в історії та її різноманітні варіації. Натомість значної популярності набули циклічні теорії Ф.Конечни, Ф.Корнеліуса, П.Сорокіна, О.Шпенглера та ін. Відтоді шириться тенденція на локалізацію та сегментизацію лінійно-стадіальних теорій, розмивання їхньої нормативності, включення доповнюючих або корелюючих компонентів тощо. Побутують спроби віднайти нові засади і мірила вартості (технологічні, технічно-промислові, технічно-математичні та ін.) щодо ідеї поступу в стадіально-лінійних теоріях. Приміром, такою була теорія фаз американського публіциста Г.Адамса (висунута ще 1909, але спопуляризована після його смерті), згідно з якою виділялися такі стадії: «релігійна фаза» (до 17 ст.), «механічна фаза» (17—19 ст.), «електромагнетична фаза» (початок 20 ст.), котра мала перейти в «ефірну фазу» (1917—21), а згодом — у «фазу чистого розуму».
Натомість на теренах радянської соціогуманітаристики перемогла універсалістська пропозиція в концептуальній ревізії марксизму, котра спричинилася до виокремлення т. зв. жорсткого каркаса, до якого зводилося все розмаїття світу історії. Відтак лінійно-стадіальна конструкція чотирьох способів виробництва К.Маркса перетворилася на сумнозвісну «п'ятичленку» — теорію п'яти суспільно-економічних формацій (первіснообщинна, рабовласницька, феодальна, капіталістична та комуністична), яка упродовж 1930 —80-х рр. була єдиною канонізованою й універсальною візією з обсягу всесвітньої історії в СРСР. У межах цієї теорії поступ в історії тлумачився як лінійний та закономірний рух від однієї формації до іншої.

## Неоеволюціонізм
Новітнього імпульсу стадіальним теоріям надав неоеволюціонізм, який упровадив розрізнення між загальним процесом еволюційного поступу із перспективи знакових культурних, інституціональних, структурних відкриттів, відомих як «еволюційні загальності» (термін американського соціолога Т.Парсонса), котрі досягаються суспільствами в різний час, та, власне, еволюцією певного суспільства. Відтак первинна еволюційно-стадіальна конструкція позбавлялася лінійності та нормативності, позаяк відкривалися різні варіації перенесення «еволюційних загальностей» (релігія, мова, писемність, людська спорідненість, технологія, соціальна стратифікація, політична та культурна легітимація, бюрократія, гроші й ринки, універсальна правова система, «демократична асоціація», наука) в те чи інше суспільство, наприклад, шляхом запозичення. На цьому інтелектуальному підґрунті упродовж 1950—60-х рр. постало чимало різноманітних концепцій модернізації й індустріалізації, актуалізованих тогочасними трансформаціями в країнах «третього світу». Здебільшого ці теорії вибудовувалися в контексті магістральних соціально-економічних перетворень, що врешті-решт приводили до зміни різних типів суспільств: доіндустріального (аграрного, традиційного) — індустріального (модернізованого) — постіндустріального (інформаційного). Приміром, за теорією «економічного зростання» американського економіста В.Ростоу виокремлювалося 5 стадій: 1) аграрне суспільство з «доньютонівським» рівнем науки й техніки; 2) перехідне суспільство, в якому постали передумови «зсуву»; 3) власне «зсуву» — доби промислової революції (за візією В.Ростоу, до цієї стадії Англія ввійшла наприкінці 18 ст., Франція та США — у серед.19 ст., Німеччина — у 2-й пол. 19 ст., Російська імперія — у 1890—1914, Індія та Китай — у 1950-ті рр.); 4) «зрілості», досягнення якої потребує перехідного періоду тривалістю 50—60 років; 5) «високого масового споживання», в яку домінуючу роль відіграють сфера послуг та виробництво товарів широкого вжитку, а не традиційні індустріальні галузі. Низка стадіальних конструкцій репрезентована у студіях теоретиків постіндустріального суспільства Р.-К.Арона, Д.Белла, О.Тофлера та ін. На теренах СРСР опосередковані впливи неоеволюціонізму простежуються в дискусіях навколо «азіатського способу виробництва» 1960-х рр., в яких тією чи ін. мірою обстоювалися ідеї еволюційної варіативності суспільного розвитку. Втім, у 2-й пол. 20 ст. як неоеволюціонізм загалом, так і конкретні універсальні та локальні стадіальні теорії, зазнали серйозної критики, зокрема циркулювали думки, що стадії складно ідентифікувати (існує величезна кількість типологій та класифікацій), вони нав'язують нормативність, механістичність й детермінізм, спираються, головним чином, на європейську історію, зазнають дифузії й розмивання, коли переносяться на минувшину певного суспільства тощо. Та найуразливішим місцем стадіальної концептуалізації є зміна однієї стадії іншою (проблема т. зв. перемикачів), приміром, у радянській історіографії відома як питання «міжформаційних стиків» або «переходів». Зазвичай цю проблему вирішували за рахунок соціокультурних «розривів» або «імпульсів» — революцій (Англійська революція середини 17 ст., Французька революція кінця 18 століття, Російська революція 1917—18 тощо), великих війн, що кардинально змінювали політичну мапу світу (Тридцятирічна війна 1618—1648, наполеонівські війни початку 19 ст., Перша та Друга світові війни, «холодна війна» та ін.), «перехідних» («транзитних») періодів (неолітична революція (термін британсько-австралійського історика В.-Г.Чайлда), революція ринку й аграрна революція кінця 15 — 1-ї пол. 16 ст., промислова революція кінця 18 — початку 19 ст., технологічні революції 20 ст. — електронна, ядерно-космічна та інформаційна) тощо. Отож у 2-й половині 20 ст. поширилася тенденція до різноманітних комбінацій стадіальних і циклічних конструкцій минувшини, зокрема спроби ув'язати стадіальні моделі з економічними, політичними чи військово-політичними циклами різної тривалості. Наприклад, щойно згадана теорія В.Ростоу тяжіє до 50-річних економічних циклів, себто сполучає стадіальний та циклічний підходи. Зрештою, на зламі 20—21 ст. зацікавлення стадіальними конструкціями поступово згасло, зокрема вважається, що вони вичерпали свій пізнавальний потенціал та інструментальні можливості. Однак ідея поступу «в знятому вигляді» так чи інакше циркулює в сучасній соціогуманітаристиці, хоча більшість істориків уникають «прогресивних» означень явищ, подій і процесів та лінійно-стадіальної концептуалізації.